# San Lorenzo, Palenque
San Lorenzo är en ort i Mexiko.   Den ligger i kommunen Palenque och delstaten Chiapas, i den sydöstra delen av landet, 800 km öster om huvudstaden Mexico City. San Lorenzo ligger 88 meter över havet och antalet invånare är 472.
Terrängen runt San Lorenzo är kuperad åt nordväst, men åt sydost är den platt. San Lorenzo ligger nere i en dal. Runt San Lorenzo är det glesbefolkat, med 16 invånare per kvadratkilometer. Närmaste större samhälle är Cristóbal Colón, 15,6 km väster om San Lorenzo. I omgivningarna runt San Lorenzo växer i huvudsak städsegrön lövskog.